# 危复之
危复之，字见心，宋朝末年、元朝初年抚州乐安县（今江西省乐安县）人。
南宋末年为太学生。以汤汉为师，博览群书，好读《易经》，工于作诗。元世祖至元初年，元帅郭昂多次推荐他为儒学官，没有就任。至元年间，朝廷多次派遣奉御察罕、翰林应奉詹玉以币征召，都没有应召。隐居在紫霞山中，士友私谥为贞白先生。